# Torre Shipping
La Torre Shipping è un grattacielo di Genova in Italia.

## Storia
I lavori di costruzione dell'edificio, noto in fase di sviluppo come Centro Direzionale di San Benigno - Comparto 3B, vennero ultimati nel 1993.

## Descrizione
Il grattacielo, che conta 21 piani fuori terra, raggiunge un'altezza di 85 metri, cosa che ne fa il nono edificio più alto di Genova. L'edificio è composto da un basamento di 4 piani destinato a parcheggi e condiviso con il vicino World Trade Center, sul quale poggia la torre vera e propria. Questa, di pianta quadrata con 40,80 m di lato, si sviluppa perimetralmente a un vuoto interno, ed è costituita da due corpi di fabbrica a “L”, emisimmetrici, collegati tra loro a nord e a sud dai due nuclei contenti scale e ascensori.

## Galleria d'immagini

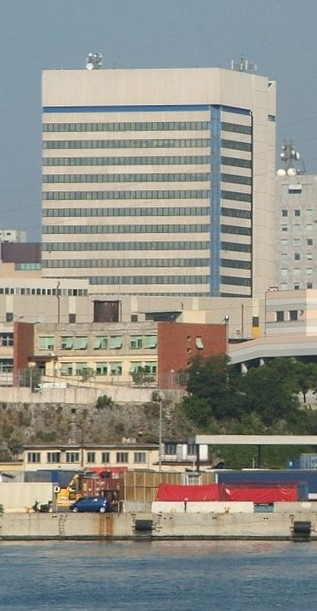
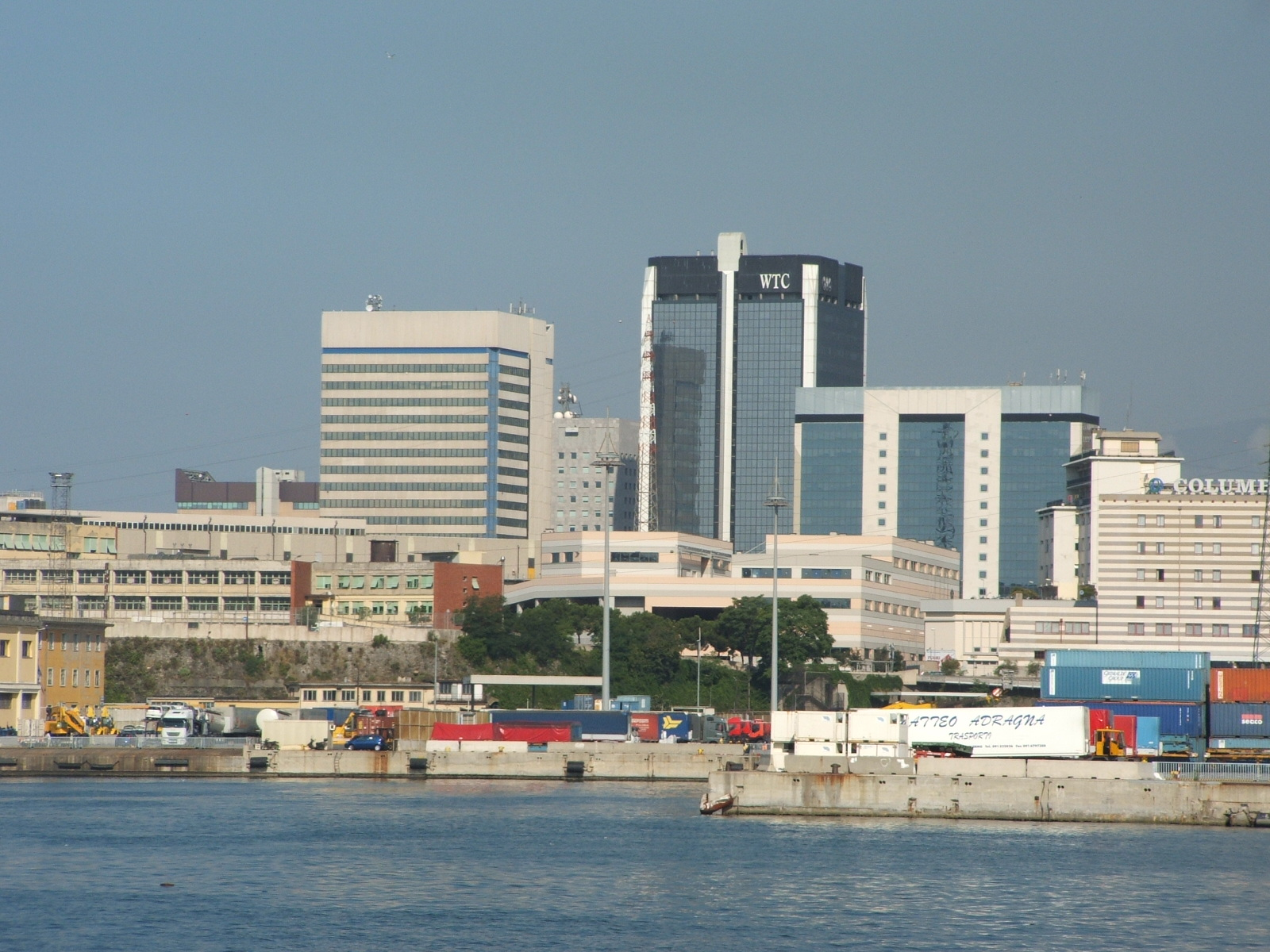